# Traité de Paris (1786)
Pour les articles homonymes, voir Traité de Paris.
Le traité de Paris de 1786 est un traité signé à Paris, le 21 mai 1786, entre le roi de France et le duc de Wurtemberg, et relatif aux limites du comté de Montbéliard.

## Contexte
En 1786, le duc de Wurtemberg et de Teck, Charles II Eugène, possédait neuf seigneuries enclavées dans le royaume de France : celles de Blamont, Clémont, Châtelot, Héricourt, Granges, Clerval et Passavant, situées dans le comté de Bourgogne, et celles de Horbourg et de Riquewihr, situées en Haute-Alsace.
Par le traité signé à Versailles, le 10 mai 1748, le duc de Wurtemberg avait reconnu, pour lui et ses successeurs, la souveraineté du roi de France sur les seigneuries de Blamont, Clémont, Châtelot et Héricourt, et confirmé la souveraineté du roi de France sur celles de Granges, Clergas et Passavant.

## Contenu
Par l'article 2, le duc renonce à ses prétentions de souveraineté et de supériorité sur les villages de Dambelin, Malbouhans, Villars-sous-Écot, Dampierre, Luze et Genechier. Par l'article 3, le roi renonce à ses prétentions de souveraineté et autres sur les villages de Semondans, Échenans, Essouavre, Sainte-Marie, Désandans et Allenjoie.
Par l'article 5, le roi confirme la cession au duc de ses droits de souveraineté sur les villages de Nommay, Brognard et Dampierre. Par ce même article, le duc confirme la cession au roi de tous ses droits de hauteur (sic) et de souveraineté sur les villages de Châtenois et Dorans ainsi que la renonciation à ses prétentions sur le village de Botans.
Par l'article 6, le duc cède au roi et à la couronne de France ses droits de souveraineté sur les villages, jusqu'alors mi-partis, d'Étouvans, Beutal, Voujeaucourt et Échenans, à la réserve de la propriété du péage de Voujeaucourt. Par l'article 7, le roi cède au duc et au comté de Montbéliard ses droits de souveraineté sur les villages, jusqu'alors mi-partis, d'Audincourt, Trémoins, Laire, Bussurel, Champey, Coisevaux, Aibre, Lougres et Dasle.
Par l'article 8, le duc cède au roi le village d'Abbévillers ainsi que la partie des villages de Bretigney, Valentigney et Villers la Boissière située sur la rive gauche du Doubs.
Par l'article 9, le duc cède au roi la souveraineté sur Mandeure.
Par l'article 10, le roi cède au duc la souveraineté, la supériorité territoriale ainsi que les droits et ressorts sur :
- les villages de Tavey, Vyans, Verlans, Bian et Saint-Valbert ainsi que les deux maisons appelées Les Raillières, situées près d'Étobon, dépendants de la seigneurie d'Héricourt ;
- la partie de Longevelle située sur la rive droite du Doubs, dépendante de la seigneurie de Châtelot ;
- le village de Seloncourt, dépendant de la seigneurie de Blamont.

Par l'article 26, les églises de Longevelle, Lougres et Seloncourt deviennent des églises simultanées, de sorte que leurs chœurs restent aux catholiques alors que leurs nefs appartiennent aux protestants.

## Suites
Par le traité de paix signé à Paris, le 7 août 1796 (20 thermidor an IV), le duc de Wurtemberg renonce, en faveur de la République française, pour lui, ses successeurs et ayant-causes, à tous ses droits sur la principauté de Montbéliard, les seigneuries d'Héricourt, de Passavant et autres en dépendant, le comté de Horbourg, ainsi que les seigneuries de Riquewick et Ostheim, et lui cède généralement toutes les propriétés, droits et revenus fonciers qu'il possède sur la rive gauche du Rhin, et les arrérages qu'il pourrait réclamer.